# (38601) 1999 XK229
1999 أكس كي 229 (ويعرف أيضًا باسم (38601) 1999 أكس كي 229 وفق تسمية الكوكب الصغير) (بالإنجليزية: 1999 XK229)‏ هو كويكب ضمن حزام الكويكبات؛ وترتيبه 38601 من حيث الاكتشاف.
اكتُشف هذا الجُرم الفلكي بواسطة ماسح السماء كاتالينا في 7 ديسمبر 1999.

## وصلات خارجية
- (38601) 1999 XK229 في قاعدة بيانات مختبر الدفع النفاث لأجرام النظام الشمسي الصغيرة

- الاكتشاف · مخطط المدار ·  العناصر المدارية · المعلمات المادية

- (38601) 1999 XK229 على موقع ويكي سكاي: DSS2, SDSS, GALEX, IRAS, Hydrogen α, X-Ray, Astrophoto, Sky Map, Articles and images